# Оперен фестивал в Савонлина
Оперният фестивал в Савонлина се провежда всяка година в град Савонлина, Финландия в разположения край езеро средновековен замък „Свети Олаф“, построен през 1475 г.

## История
Фестивалът е следствие от желанието за независимост на Финландия от началото на 20 век. По време на национална среща в замъка „Свети Олаф“ през 1907 г. финландската оперна певица Айно Акте, световноизвестна по онова време, подхвърля идеята за създаване на такъв фестивал в замъка.
За първи път фестивалът се провежда през 1912 г. Изпълнени са опери от финландски композитори.
След 1917 г. фестивалът престава да се провежда поради сложната политическа обстановка във Финландия - заради Първата световна война, подписването на декларация за независимост, а след това и гражданската война.
През 1967 г. фестивалът отново е открит с постановка на операта „Фиделио“ от Бетховен, изпълнена от млади финландски оперни певци.
Оттогава фестивалът непрекъснато се развива. Всяка година е посещаван от над 60 000 души.